# قضاة المحكمة الجنائية الدولية
تتكون الشعبة القضائية، في المحكمة الجنائية الدولية من ثمانية عشر قاضياً متخصصا في القانون الجنائي والمسطرة الجنائية والقانون الدولي، يتم انتخابهم لمدة تسع سنوات من قبل البلدان الأعضاء في المحكمة. يجب أن يكون المرشحون مواطنين من هذه البلدان، وأنها يجب أن "تتوافر فيهم المؤهلات المطلوبة في دولة كل منهم لل تعيين في أعلى المناصب القضائية .